# 奧斯特豪特
奧斯特豪特（荷蘭語：Oosterhout，荷蘭語：[ˈoːstərɦʌut] ⓘ）是荷蘭北布拉班特省的市镇和城市，位於該國南部，距離布雷達8公里，面積73平方公里，該地區自史前時代有人類居住，2012年人口53,989，人口密度為每平方公里740人。

## 外部連結
- 官方网站 （页面存档备份，存于）
- 地图 （页面存档备份，存于）

1. ↑  . Gemeente Oosterhout.   [2 June 2014]. （原始内容存档于2016-04-02） （荷兰语）.
2. ↑   [地区关键统计数字]. 荷蘭中央統計局统计数据. 荷蘭中央統計局. 2013-07-02  [2014-03-12] （荷兰语）.
3. ↑  . Actueel Hoogtebestand Nederland. Het Waterschapshuis.   [2 June 2014]. （原始内容存档于2018-12-25） （荷兰语）.
4. ↑   [Population growth; regions per month]. CBS Statline. CBS. 2022年1月1日  [2022年1月2日] （荷兰语）.